# Jan Westra
Jan Westra (* 19. Februar 1943; † 12. September 2019 in Breda) war ein niederländischer Politiker des CDA.
Westra wurde im Oktober 1978 zum Bürgermeister von Dussen ernannt. 1988 wechselte er in das Amt des Bürgermeisters von Vleuten-De Meern. Vom 1. November 2000 bis 1. Juli 2001 war er außerdem kommissarischer Bürgermeister von Houten. Nach der Eingliederung von Vleuten-De Meern nach Utrecht übernahm er kommissarisch, bis 1. März 2004, das Amt des Bürgermeisters in Rijnwoude.  